# Laura Bispuri
Laura Bispuri, née à Rome le 20 août 1977, est une scénariste et réalisatrice italienne.

## Biographie
Laura Bispuri est une réalisatrice et scénariste italienne. En 2010, elle reçoit le prix David di Donatello du meilleur court-métrage pour Passing Time, qui a été sélectionné parmi les huit meilleurs courts métrages de l'année par l'Académie des Césars à Paris. En 2015, son film Vierge sous serment (Vergine giurata) est retenu pour la sélection officielle de la 65e Berlinale. En 2018 son deuxième long métrage Ma fille (Figlia mia), fait également partie de la sélection officielle de la 68e édition du festival de Berlin. Son troisième long métrage, Il paradiso del pavone (2021), a été projeté à la Mostra de Venise en compétition officielle Orizzonti. En 2024, elle a réalisé les dix épisodes de la quatrième et dernière saison de L'Amie prodigieuese, basée sur les romans d'Elena Ferrante et produite par HBO et RAI.

## Filmographie
Courts métrages
- 2010 : Passing Time
- 2010 : Salve regina
- 2010 : Biondina

Longs métrages
- 2015 : Vierge sous serment (Vergine giurata)
- 2018 : Ma fille (Figlia mia)
- 2021 : Il paradiso del pavone (it)

Télévision
- 2024 : L'Amie prodigieuse

## Prix et festivals

### David di Donatello
- 2010 - Best Short Film à Passing Time
- 2015 - Best Newcomer Director Award - Nomination à Vierge sous serment

### Ruban d'argent
- 2011 - Emerging Talent of the Year Award - Passing Time et Biondina
- 2015 - Nomination to Best Newcomer Director -  Vierge sous serment
- 2018 - Nomination to Best Treatment - Ma fille

### Berlinale
- 2015 : En sélection avec Vierge sous serment
- 2018 : En sélection avec Ma fille

### Tribeca Film Festival
- 2015 : Nora Ephron Prize à Vierge sous serment

### Festival international du film de San Francisco
- 2015 - New Director Prize à Vierge sous serment
- 2015 - Golden Gate Award à Vierge sous serment

### AFI Fest
- 2015 - Nomination to New Auteurs Award - Vierge sous serment

### Festival international du film de Haïfa
- 2018 : Golden Anchor Competition Award à Ma fille

### Festival international du film de Hong Kong
- 2015 : Golden Firebird Award à Vierge sous serment
- 2018 : Jury Prize à Ma fille

### Kraków PK OFF CAMERA
- 2015:  Fipresci Prize à Vierge sous serment

### Globo d'oro
- 2015 : Miglior Opera Prima pour Vierge sous serment

### Shanghai International Film Festival
- 2018 : The Media Choice Award for Best Film à Ma fille

### Haifa International Film Festival
- 2015 - Nomination Best International Film - Vierge sous serment
- 2018 - Golden Anchor Competition Award à Ma fille
- 2021 - Nomination Best International Film - ‘‘Il paradiso del pavone’’

### Mezipatra Queer Film Festival
- 2015 - Gran Jury Prize à Vierge sous serment

### Molodist Kyiv International Film Festival
- 2015 - Best LGBTQ Film à Vierge sous serment

### First Youth Film Festival
- 2015 - Gran Jury Prize – Feature Film à Vierge sous serment

### 20th Forum of European Cinema ORLEN Cinergia (Poland)
- 2015 - Cristal Boat Award for Best European First Feature à Vierge sous serment

### Festival international du film de femmes de Salé
- 2015 - Jury Prize à Vierge sous serment

### Alexandria Mediterranean Countries Film Festival
- 2015 - Best Film Prize à Vierge sous serment

### Bobbio Film Festival
- 2015 - Emerging Youth Award à Vierge sous serment

### Dolly D’Oro Giuseppe De Santis
- 2015 - Premio Dolly D’Oro Giuseppe De Santis à Vierge sous serment

### Ortigia Film festival
- 2015 – Audience Prize à Vierge sous serment
- 2015 – Best Film à Vierge sous serment

### Sydney Film Festival
- 2018 - Nomination to the Sydney Film Prize - Ma fille

### BIF&ST
- 2018 - Mariangela Melato Prize to the Main Actresses - Ma fille

### Premio Do Cinema Italiano
- 2019 - Best Film à Ma fille

### FICE Award
- 2021 – FICE Award à ‘‘Il paradiso del pavone’’